# Liste der Deutschen Meister im Springreiten
Die deutschen Meisterschaften im Springreiten werden seit 1959 jährlich als Turnier ausgerichtet. Die Meisterschaft der Herren ist auch für Damen offen, daneben gibt es aber auch noch den Wettbewerb der Amazonen, den die Damen unter sich ausmachen. 2008 gewann das erste Mal eine Frau die Meisterschaft der Herren.

## Reglement
Von 1948 bis 1955 wurde das Deutsche Springchampionat anhand der im abgelaufenen Jahr erreichten Siege, 1956 bis 1958 auch der 2. und 3. Plätze errechnet.
Die Meisterschaft der Herren besteht aus vier Umläufen, die sich am Ablauf der internationalen Championate orientieren: Am Freitag ein nationenpreisähnliches Springen mit zwei identischen Umläufen, am Sonntag vergleichbar einem Einzelfinale ein sehr schwerer Parcours mit offenen Wassergraben sowie ein etwas leichterer Umlauf ohne Wassergraben. Die besten 25 der ersten beiden Umläufe sind startberechtigt für die beiden Finalumläufe. Die Wertungen aller vier Umläufe werden zur Gesamtwertung addiert, soweit auf dem ersten Platz Punktgleichheit zwischen mehreren Reitern besteht, entscheidet ein Stechen über die Medaillenvergabe.
Die Meisterschaft der Damen besteht aus drei Umläufen. Startberechtigt für die beiden Finalumläufe sind die Besten 25 des ersten Umlaufs. Hier werden die Wertungen der drei Umläufe zur Gesamtwertung addiert, soweit auf dem ersten Platz Punktgleichheit zwischen mehreren Reiterinnen besteht, entscheidet ein Stechen über die Medaillenvergabe.

## Bedeutung
Über die längste Zeit ihres Bestehens traten bei den Deutschen Meisterschaften der Herren die besten Reiter-Pferd-Paare des bundesdeutschen Springreitsports an. Im Laufe der 2000er Jahre verlor die deutsche Meisterschaft an Bedeutung. Zu einer Eskalation der Diskussion um die Bedeutung der Deutschen Meisterschaft kam es, nachdem René Tebbel 2007 trotz drei Meistertiteln in Folge nicht für die Europameisterschaftsequipe nominiert wurde.
Nachdem die deutsche Meisterschaft bis 2007 stetig wechselnde Austragungsorte hatte, wurde Balve fester Austragungsort der Meisterschaft. Im Jahr 2020 kam die Durchführung der Deutschen Meisterschaften im Springreiten in Balve unter den Bedingungen der COVID-19-Pandemie nicht zustande, stattdessen wurde die Veranstaltung als Hallenreitturnier in Riesenbeck nachgeholt.
Anders als in der Dressur sind die deutschen Meisterschaften kein festes Sichtungsturnier für das jeweilige internationale Championat des Jahres. Aufgrund des extrem dichten Turnierkalenders sind die A-Kader-Reiter oftmals (zum Teil) bei parallel stattfinden Turniers des Nations Cups und der Global Champions Tour am Start. Somit bietet sich bei den Deutschen Meisterschaften inzwischen für Reiter aus der „zweiten Reihe“ die Möglichkeit, sich für größere Aufgaben zu empfehlen – so zum Beispiel einen Startplatz beim deutschen Nationenpreisturnier zu erhalten.

## Deutsche Meisterschaften
| Jahr | Ort             | Sieger der offenen Wertung (ehem. Herrenwertung)       | Siegerin bei den Amazonen                                         |
| ---- | --------------- | ------------------------------------------------------ | ----------------------------------------------------------------- |
| 2025 | Balve           |                                                        | Stephi de Boer Obvious and Pure Z                                 |
| 2024 | Balve           | Patrick Stühlmeyer Drako de Maugre                     | Emilia Löser Dexter Bois Margot                                   |
| 2023 | Balve           | Marcus Ehning Priam du Roset                           | Mylen Kruse Cha Mu                                                |
| 2022 | Balve           | Mario Stevens Starissa                                 | Katrin Eckermann Cascadello-Boy                                   |
| 2021 | Balve           | Tobias Meyer Greatest Boy - H                          | Sophie Hinners Vittorio                                           |
| 2020 | Riesenbeck      | Philipp Weishaupt Asathir                              | Finja Bormann A crazy son of Lavina                               |
| 2019 | Balve           | Felix Haßmann Cayenne                                  | Julie Mynou Diederichsmeier Carlucci                              |
| 2018 | Balve           | Mario Stevens Talisman de Mazure                       | Angelique Rüsen Reavnir                                           |
| 2017 | Balve           | Simone Blum Alice                                      | Laura Klaphake Silverstone G                                      |
| 2016 | Balve           | Andreas Kreuzer Calvilot                               | Simone Blum Alice                                                 |
| 2015 | Balve           | Denis Nielsen Cashmoaker                               | Evi Penzlin Ulika                                                 |
| 2014 | Balve           | Daniel Deußer First Class van Eeckelghem               | Eva Bitter Caresse                                                |
| 2013 | Balve           | Daniel Deußer Cornet D'Amour                           | Eva Bitter Perigueux                                              |
| 2012 | Balve           | Marc Bettinger Oh D'Eole                               | Janne Friederike Meyer La Coco                                    |
| 2011 | Balve           | Ludger Beerbaum Coupe de Coeur                         | Janne Friederike Meyer Holiday by Solitour                        |
| 2010 | Münster         | Meredith Michaels-Beerbaum Checkmate                   | Eva Bitter Argelith Stakkato                                      |
| 2009 | Balve           | Philipp Weishaupt Souvenir                             | Rebecca Golasch Lassen Peak                                       |
| 2008 | Balve           | Meredith Michaels-Beerbaum Checkmate                   | Eva Bitter Argelith Niels                                         |
| 2007 | Gera            | René Tebbel Team Harmony Coupe de Coeur                | Eva Bitter Argelith Ghia                                          |
| 2006 | Münster         | René Tebbel Team Harmony Coupe de Coeur                | Janne Friederike Meyer Calandro                                   |
| 2005 | Verden          | René Tebbel Quel Homme                                 | Imke Harms Rulanda                                                |
| 2004 | Balve           | Ludger Beerbaum Gladdys S                              | Katharina Offel A la Ballerina                                    |
| 2003 | Gera            | Marco Kutscher Montender                               | Eva Bitter Argelith Stakkato                                      |
| 2002 | Mannheim        | Marcus Ehning For Pleasure                             | Mylène Diederichsmeier Countess                                   |
| 2001 | Münster         | Ludger Beerbaum Goldfever                              | Meredith Michaels-Beerbaum Shutterfly                             |
| 2000 | Balve           | Ludger Beerbaum Goldfever                              | Claudia Vasall Kastor                                             |
| 1999 | Verden          | Carsten-Otto Nagel L’Eperon                            | Meredith Michaels-Beerbaum Just do it                             |
| 1998 | Gera            | Ludger Beerbaum mit Rush on und Otto Becker mit Cera I | Ulrike Pöhls Ulika                                                |
| 1997 | Münster         | Ludger Beerbaum P. S. Priamos                          | Claudia Vasall Kastor                                             |
| 1996 | Balve           | Ulrich Kirchhoff Jus de Pommes                         | Cora Ackermann Cidre                                              |
| 1995 | Gera            | Lars Nieberg For Pleasure                              | Helena Weinberg Wait and See                                      |
| 1994 | Mannheim        | Otto Becker Ascalon                                    | Susanne Behring Ulina                                             |
| 1993 | Verden          | Ludger Beerbaum Rush on                                | Imke Harms Gardolino                                              |
| 1992 | Balve           | Ludger Beerbaum Classic Touch                          | Susanne Behring Ulina                                             |
| 1991 | Münster         | Franke Sloothaak Walzerkönig                           | Simone Dietz London 2                                             |
| 1990 | Mannheim        | Otto Becker Pamina                                     | Helena Weinberg Bourbon                                           |
| 1989 | Berlin          | Franke Sloothaak Walzerkönig                           | Doris Dietz Roy                                                   |
| 1988 | Verden          | Ludger Beerbaum Landlord                               | Helena Weinberg Pirol                                             |
| 1987 | Mannheim        | Paul Schockemöhle Deister                              | Helena Weinberg Just Malone                                       |
| 1986 | Berlin          | Paul Schockemöhle Deister                              | Iris Bayer-Bovelet Zampano                                        |
| 1985 | Münster         | Michael Rüping Silbersee                               | Iris Bayer Zampano                                                |
| 1984 | Balve           | Karsten Huck Calando I                                 | Sabine Knepper Rio Grande                                         |
| 1983 | Berlin          | Paul Schockemöhle Deister                              | Petra Gleich                                                      |
| 1982 | München         | Paul Schockemöhle Deister                              | Iris Bayer Pandur                                                 |
| 1981 | Berlin          | Franke Sloothaak Argonaut                              | Iris Bayer Trabant                                                |
| 1980 | München         | Paul Schockemöhle Deister                              | Lene Nissen-Lembke auf Mowgli und Bianca Kasselmann auf Don Pedro |
| 1979 | Berlin          | Gerd Wiltfang Roman                                    | Iris Bayer Cavallerist                                            |
| 1978 | München         | Sönke Sönksen Kwept                                    | Lene Nissen-Lembke Mosquito                                       |
| 1977 | Berlin          | Hendrik Snoek Gaylord                                  | Lene Nissen-Lembke Mosquito                                       |
| 1976 | Donaueschingen  | nicht ausgetragen                                      | Marion Henkel Greco                                               |
| 1975 | Berlin          | Alwin Schockemöhle Warwick Rex                         | Madeleine Winter-Schulze Dacapo                                   |
| 1974 | München         | Paul Schockemöhle Talisman                             | Hannelore Raab Wakuba                                             |
| 1973 | Berlin          | Hartwig Steenken Simona                                | Lene Nissen-Lembke Onassis                                        |
| 1972 |                 | nicht ermittelt                                        | Marion Snoek Jo d’Amour                                           |
| 1971 | Berlin          | Gerd Wiltfang Sieno                                    | Lene Nissen-Lembke Cottage Incident                               |
| 1970 | Euskirchen      | Hartwig Steenken Simona                                | Sylvia Kempter Spielerin                                          |
| 1969 | Berlin          | Hartwig Steenken Simona                                | Madeleine Winter Patella                                          |
| 1968 | Iserlohn        | nicht ermittelt                                        | Gisela Franken Echo                                               |
| 1967 | Berlin          | Alwin Schockemöhle Donald Rex                          | Bertel Kreuder Markant                                            |
| 1966 | Hannover        | Gerd Wiltfang Ferrara                                  | Romi Röhr-Laurenz Freier                                          |
| 1965 | Berlin          | Peter Schmitz Amsella                                  | Karin Möller Saskia                                               |
| 1964 | Herborn         | nicht ermittelt                                        | Ute Richter Scholli                                               |
| 1963 | Berlin          | Alwin Schockemöhle Freiherr                            | Maria Günther Sambesi                                             |
| 1962 | Köln♂ / Vechta♀ | Hermann Schridde Ilona                                 | Romi Röhr Tanja                                                   |
| 1961 | Berlin          | Alwin Schockemöhle Freiherr                            | Anna Clement Flugwind                                             |
| 1960 | Köln / Münster  | Hermann Schridde Flagrant                              | Helga Köhler Pesgö                                                |
| 1959 | Berlin          | Hans Günter Winkler Halla                              | Helga Köhler Armalva                                              |

## Deutsches Springchampionat
| Jahr | Sieger bei den Herren        | Siegerin bei den Amazonen |
| ---- | ---------------------------- | ------------------------- |
| 1958 | Fritz Thiedemann             | Renate Freitag            |
| 1957 | Fritz Thiedemann             | Renate Freitag            |
| 1956 | Fritz Thiedemann             | Renate Freitag            |
| 1955 | Hans Günter Winkler          | Gerlinde Merten           |
| 1954 | Hans Günter Winkler          | Helga Köhler              |
| 1953 | Hans Günter Winkler          | Helga Köhler              |
| 1952 | Hans Günter Winkler          | Helga Köhler              |
| 1951 | Fritz Thiedemann             | Helga Köhler              |
| 1950 | Friedrich Georg Eppelsheimer | Helga Gohde               |
| 1949 | Friedrich Georg Eppelsheimer | Helga Gohde               |
| 1948 | Prinz Karl zu Salm           | H. Voigt                  |